# قصه ما مثل شد
قصه ما مثل شد کتابی از محمد میرکیانی است که در سال ۱۳۸۵ منتشر و در مراسم کتاب سال جمهوری اسلامی ایران به‌عنوان کتاب برگزیده معرفی شد.